# Malangas
Malangas (Bayan ng Malangas) är en kommun i Filippinerna. Kommunen ligger på ön Mindanao, och tillhör provinsen Zamboanga Sibugay. Folkmängden uppgår till 29 770 invånare.

## Barangayer
Malangas är indelat i 25 barangayer.
| - Bacao - Basak-bawang - Bontong - Camanga - Candiis - Catituan - Dansulao - Del Pilar - Guilawa - Kigay - La Dicha - Lipacan - Logpond | - Mabini - Malungon - Mulom - Overland - Palalian - Payag - Poblacion - Rebocon - San Vicente - Sinusayan - Tackling - Tigabon |

## Bildgalleri

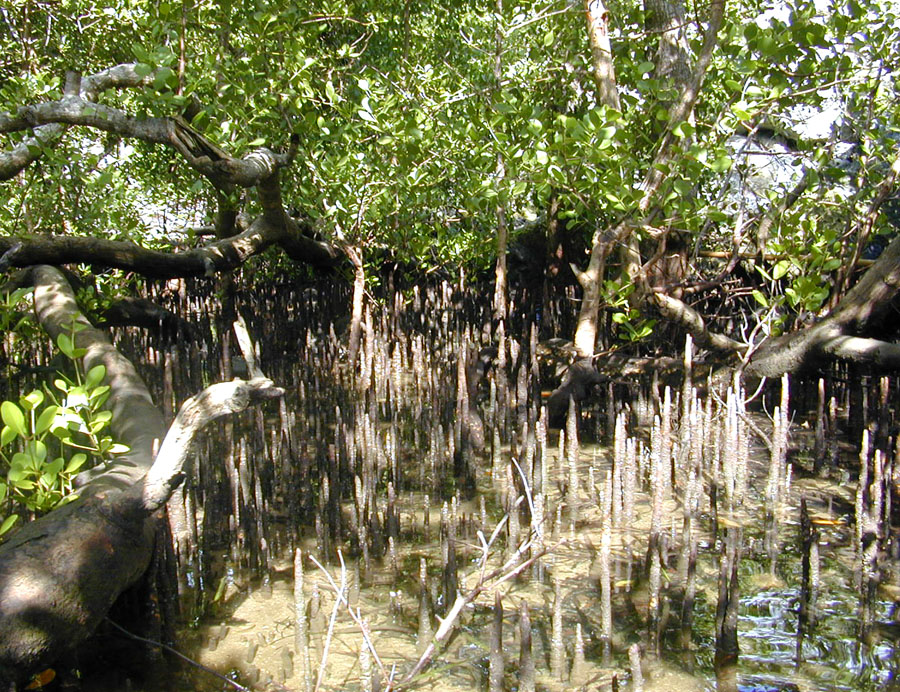
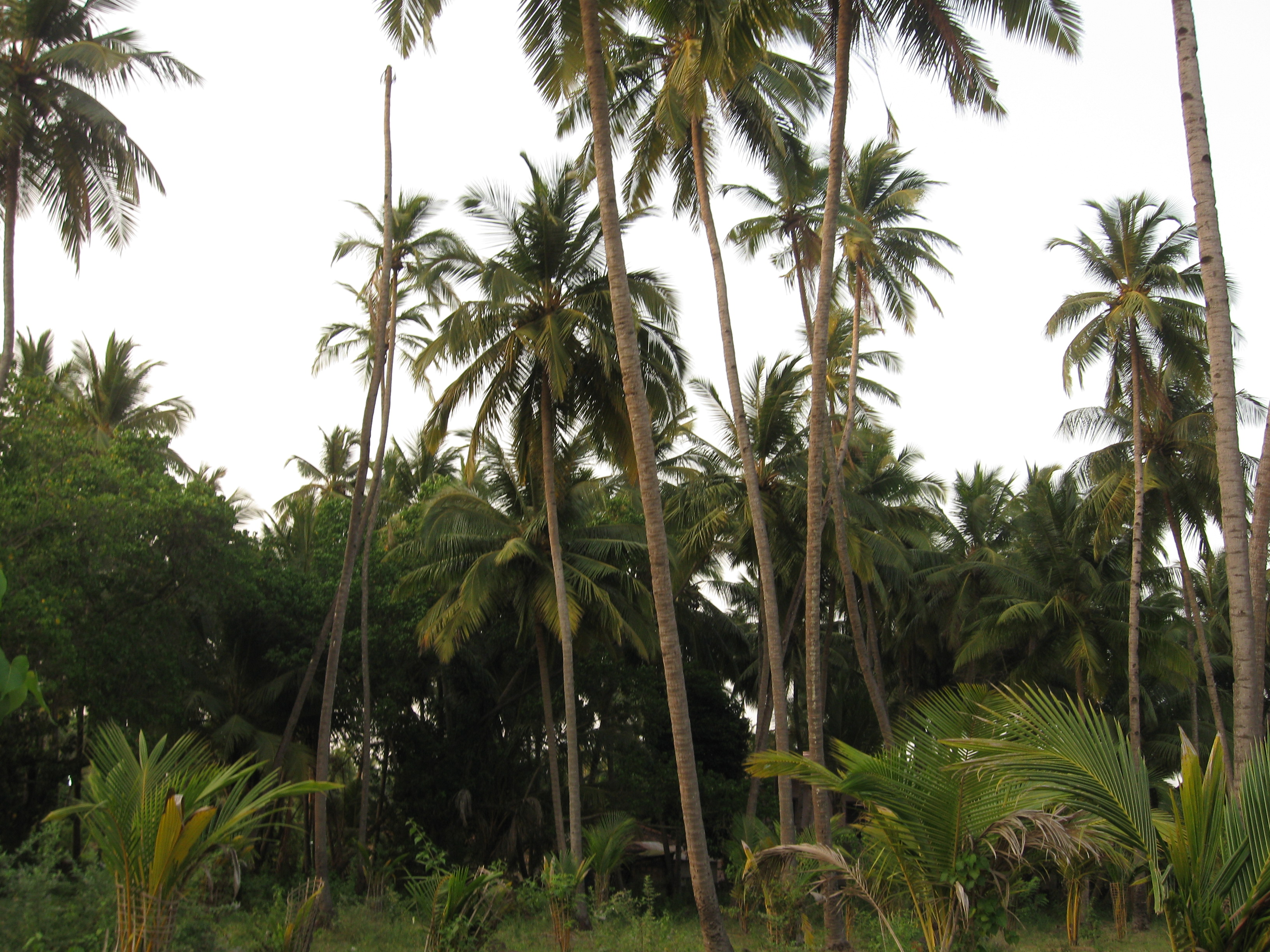
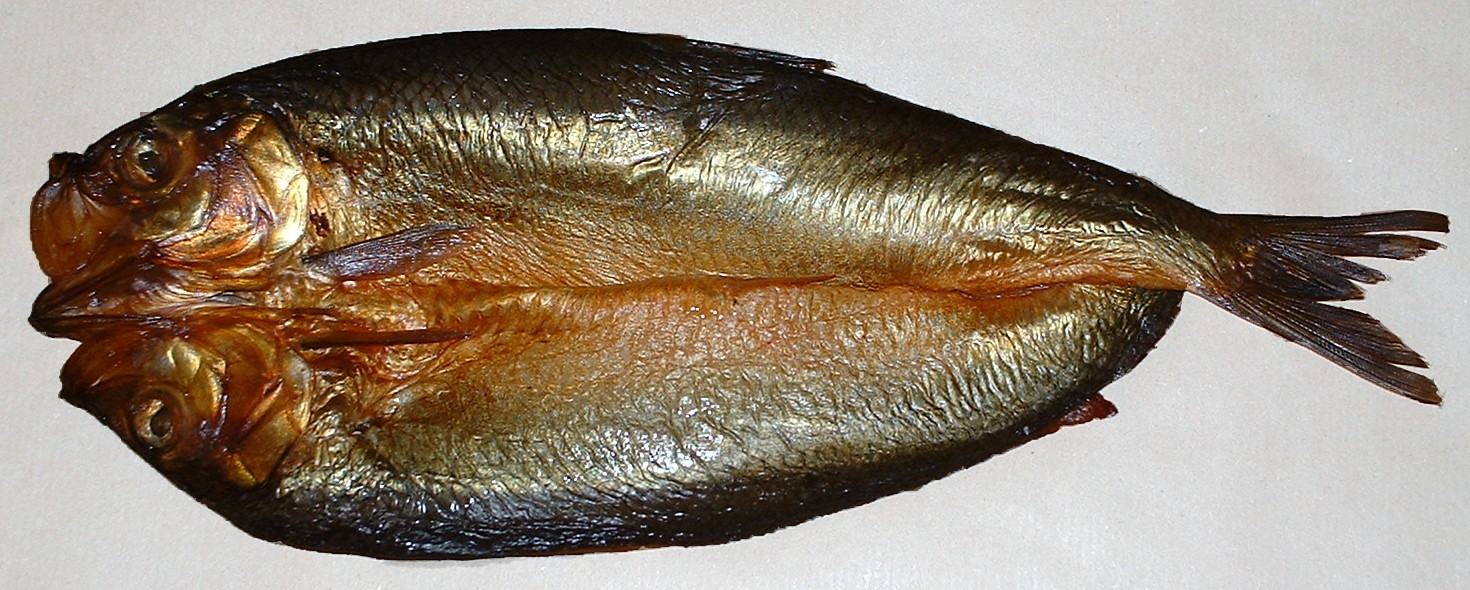